# Srednja šola za kemijo, elektrotehniko in računalništvo
Srednja šola za kemijo, elektrotehniko in računalništvo (krajše: SŠ KER) je ena izmed petih srednjih šol na Šolskem centru Celje. Izobražuje na področju kemije, elektrotehnike in računalništva. 
Sedež šole je na Poti na Lavo 22, v Celju.

## Izobraževalni programi
- Kemijski tehnik[1]
- Elektrikar
- Elektrotehnik
- Tehnik računalništva